# Divine Lunga
Divine Lunga (ur. 28 maja 1995) – zimbabwejski piłkarz grający na pozycji lewego obrońcy. Od 2021 jest zawodnikiem klubu Mamelodi Sundowns FC.

## Kariera klubowa
Swoją karierę piłkarską Kutinyu rozpoczął w klubie Chicken Inn FC. W sezonie 2015 zadebiutował w jego barwach w pierwszej lidze zimbabwejskiej. W debiutanckim sezonie wywalczył z nim mistrzostwo Zimbabwe. W 2018 roku odszedł do Lamontville Golden Arrows FC, a w 2021 został zawodnikiem Mamelodi Sundowns FC. W sezonie 2021/2022 wywalczył z nim dublet - mistrzostwo i Puchar Południowej Afryki. W sezonie 2022/2023 był z niego wypożyczony do Lamontville Golden Arrows FC.

## Kariera reprezentacyjna
W reprezentacji Zimbabwe Lunga zadebiutował 21 czerwca 2015 w wygranym 2:0 meczu Mistrzostw Narodów Afryki 2016 z Komorami, rozegranym w Harare.